# Lilia Calderu
Lilia Calderu, apodada la reina bruja de los gitanos, es una bruja ficticia que aparece en los cómics estadounidenses publicados por Marvel Comics.
El personaje es interpretado por Patti LuPone en la serie web de Disney+ Agatha All Along (2024), perteneciente al Universo Cinematográfico de Marvel.

## Concepto y creación
El personaje fue creado por los historietistas Steve Englehart, Mike Friedrich y Frank Brunner dentro de la editorial Marvel Comics, y apareció por primera vez en el comic Marvel Premiere #12, publicado en agosto de 1973.

## Biografía ficticia
Lilia, descendiente del Primer Barón de Mordo, Nikolai, y su amante, Miarka, adoptaba la apariencia de una anciana para realzar su reputación como reina gitana y formó parte de un aquelarre de brujas junto con Maria Russoff y Margali Szardos. Sabiendo que su gente no le entregaría el Libro de Cagliostro, el Barón Karl Mordo la sedujo para obtenerlo. Lilia convocó la Corona Serpiente y junto con Laura, Maria y Margali, predijo que Wanda Maximoff sería muy poderosa en el futuro.
Las adivinaciones de Lilia predijeron que los poderes de Wanda se manifestarían en dos días. Marya Maximoff llevó a Wanda al Castillo Russoff con Lilia. Durante una reunión con Mordo, Taboo y Damballah interrumpieron para obtener la Corona Serpiente. Gregory Rusoff se transformó en hombre lobo y atacó a las serpientes de Damballah. Sin embargo la lucha fue interrumpida por el demonio Chthon, quien devolvió la Corona Serpiente a su lugar de descanso.
De su relación con el Barón Mordo, Lilia tuvo una hija llamada Astrid, quien un día vengaría el trato que recibió su madre. Doctor Strange conoció a Lilia en Transilvania mientras buscaba a Mordo. Lilia le sometió bajo un hechizo de esclavitud y buscó venganza contra Mordo por usarla y traicionarla. Juntos, invadieron su castillo, pero fueron atacados por una gárgola viviente. Lilia liberó a Strange, quien destruyó la gárgola, pero murió poco después.

## En otros medios
Lilia Calderu aparece en la serie web de Disney+ Agatha All Along (2024), interpretada por Patti LuPone.Tras este anuncio el podcast por los derechos de los gitanos, Roma Unraveled, criticó la decisión de casting, defendiendo que una actriz gitana debería haber sido elegida para el papel y acusando a la producción de la serie de whitewashing. En esta versión, Lilia es una bruja siciliana de 450 años especializada en adivinación que se vuelve miembro del aquelarre de Agatha Harkness para enfrentar pruebas en el legendario Sendero de las Brujas. Sin embargo, después de pasar el tercer juicio, ella y Jennifer Kale son controladas por el Adolescente para arrojar a Harkness a una trampa de barro, y luego son lanzadas también allí al hundirse. Ella y Jen se encuentran debajo del Sendero, cuando Lilia ha estado experimentando su vida fuera de orden, lo que explica sus lapsos de memoria y supo que el nombre del Adolescente es Billy Maximoff, quién le puso un sigilo. Ella junto con Jen, llega al cuarto juicio, vestida como Glinda para ayudar a Harkness y Billy con las cartas. Lilia descubre que el juicio es para ella y coloca las cartas adecuadas en orden, salvándolos a todos. Después de saber que Rio Vidal, la que se separó del aquelarre, resulta que es la Muerte, y cuando se abre la salida, Harkness, Billy y Jen escapan, pero Lilia decide quedarse atrás mientras las Siete de Salem caen sobre ella, volteando una de las cartas, provocando que toda la habitación se dé vuelta, empalando a las Siete y a ella misma en las espadas.